# 岡崎優
岡崎 優（おかざき ゆう、1951年8月28日 - ）は、日本の漫画家。本名は岡田 義弘（おかだ よしひろ）。一部の作品は本名で発表している。三重県出身、血液型はO型。

## 略歴
高校卒業後、ダイナミックプロに入社した。アシスタントとして働きながら書いた『ハローラブ』（「学研中二コース」）で漫画家デビュー。同プロにて『キューティーハニー』や『UFOロボ グレンダイザー』のコミカライズのほか、ブラックコメディなどを描く。独立後は秋田書店を中心に『アグネス・チャン物語』『山本リンダ物語』などの人気アイドルの紹介漫画や、『マグネロボ ガ・キーン』『大鉄人17』『無敵鋼人ダイターン3』『太陽の牙ダグラム』、『装甲騎兵ボトムズ』など特撮、アニメ作品の漫画化を行う。
1982年（昭和57年）に秋田書店より出版された漫画『機動戦士ガンダム』は、リアルロボットアニメの嚆矢である『機動戦士ガンダム』を従来のスーパーロボット的な解釈によって漫画化し、そのミスマッチングな作風と内容から、好事家の間で話題を集めた。
また、こうした原作付きの漫画を手がける一方で『呪いの花嫁』といった恐怖・怪奇系の漫画も執筆。ひばり書房などで数冊の単行本を出版した。
1990年代頃になるとレディースコミックに発表の場を移し、数本の作品を発表するも、創作活動を休止、現在に至っている。

## 代表作
- 『無敵鋼人ダイターン3』（マンガショップ、2011年） ISBN 978-4-7759-1424-3　　秋田書店『冒険王』1978年7月号~1979年4月号連載
- 『機動戦士ガンダム』（秋田書店、1982年）
- 『太陽の牙ダグラム+装甲騎兵ボトムズ』（マンガショップ、2011年） ISBN 978-4-7759-1422-9
- 『真夜中の観覧車』（秋田書店、1986年） ISBN 4-253-12506-9
- スタードキュメント（月刊少年チャンピオンに掲載された芸能人の伝記漫画シリーズ）
  - アグネス・チャン物語 - 1973年6月号
  - 山本リンダ物語 - 1973年8月号
  - 栗田ひろみ物語 - 1973年10月号
  - あべ静江物語 - 1974年2月号
  - フィンガー5物語 - 1974年4月号
  - 研ナオコ物語 - 1974年6月号

## 師匠
- 永井豪